# Élections régionales de 1988 en Bade-Wurtemberg
Les élections régionales de 1988 dans le Bade-Wurtemberg (en allemand : Landtagswahl in Baden-Württemberg 1988) se tiennent le 20 mars 1988, afin d'élire les 120 députés de la 10e législature du Landtag pour un mandat de quatre ans. Du fait de la loi électorale, 125 députés sont finalement élus.
Le scrutin est marqué par une nouvelle victoire de la CDU, qui confirme sa majorité absolue acquise en 1972. Le ministre-président Lothar Späth est alors investi pour un quatrième mandat.

## Contexte
Aux élections législatives régionales du 25 mars 1984, la CDU du ministre-président Lothar Späth, qui gouverne le Bade-Wurtemberg depuis 1952 et dispose de la majorité absolue depuis 1972, confirme sa position de première force politique régionale. Elle totalise 51,9 % des suffrages exprimés, ce qui lui donne 68 sièges sur les 126 que compte désormais le Landtag.
Elle est suivie par le SPD, qui continue de réunir environ un tiers des électeurs avec 32,4 % des voix. Il envoie ainsi 41 députés à l'assemblée parlementaire. Les Grünen, présents au Landtag depuis 1980 seulement, parviennent à ravir au FDP la position de troisième parti du Land. Avec 8 % des suffrages, ils obtiennent neuf élus, soit un de plus que le FDP qui rassemble 7,2 % des exprimés.
Späth est ensuite investi pour un troisième mandat et forme un cabinet monocolore, dans lequel le ministre de l'Agriculture et de l'Environnement Gerhard Weiser est vice-ministre-président. 
En 1985, le député régional Walter Döring succède à Jürgen Morlok comme président régional du Parti libéral-démocrate, tandis que Hinrich Enderlein remplace Morlok à la tête du groupe parlementaire. Le Parti social-démocrate change également de dirigeant puisqu'en 1987, Ulrich Maurer en devient le président dans le Land au détriment d'Ulrich Lang, qui conserve toutefois la direction du groupe parlementaire.

## Mode de scrutin
Le Landtag est constitué de 120 députés (en allemand : Mitglied des Landtags, MdL), élus pour une législature de quatre ans au suffrage universel direct et suivant le scrutin proportionnel de Sainte-Laguë.
Chaque électeur dispose d'une voix, qui compte double. Elle est d'abord attribuée au parti politique dont le candidat est le représentant, puis elle permet de déterminer le score du candidat dans sa circonscription, le Land comptant un total de 70 circonscriptions.
Lors du dépouillement, l'intégralité des 120 sièges est répartie en fonction de la première attribution, à condition qu'un parti ait remporté 5 % de ces voix au niveau du Land (les voix des candidats indépendants sont donc exclues de ce décompte). Cette répartition est ensuite répétée au niveau des quatre districts. Si un parti a remporté des mandats avec la deuxième attribution, ses sièges sont d'abord pourvus par ceux-ci. Les sièges restants sont ensuite comblés par les candidats des circonscriptions non-élus, dans l'ordre décroissant de leur résultat en pourcentage.
Dans le cas où un parti obtient plus de mandats au scrutin uninominal que la proportionnelle ne lui en attribue, la taille du Landtag est augmentée jusqu'à rétablir la proportionnalité.

## Campagne

### Principales forces
| Parti | Parti                                                                              | Chef de file                      | Résultats de 1984          |
| ----- | ---------------------------------------------------------------------------------- | --------------------------------- | -------------------------- |
|       | Union chrétienne-démocrate d'Allemagne Christlich Demokratische Union Deutschlands | Lothar Späth (Ministre-président) | 51,9 % des voix 68 députés |
|       | Parti social-démocrate d'Allemagne Sozialdemokratische Partei Deutschlands         | Dieter Spöri                      | 32,4 % des voix 41 députés |
|       | Les Verts Die Grünen                                                               | Birgitt Bender                    | 8,0 % des voix 9 députés   |
|       | Parti libéral-démocrate Freie Demokratische Partei                                 | Walter Döring                     | 7,2 % des voix 8 députés   |

## Résultats

### Voix et sièges
| Parti                             | Parti                                        | Voix      | Voix  | Sièges | Sièges        | Sièges | Sièges | Sièges        |
| Parti                             | Parti                                        | Votes     | %     | MU1    | +/-           | Liste  | Total  | +/-           |
| --------------------------------- | -------------------------------------------- | --------- | ----- | ------ | ------------- | ------ | ------ | ------------- |
|                                   | Union chrétienne-démocrate d'Allemagne (CDU) | 2 392 626 | 49,05 | 66     | 1             | 0      | 66     | 2             |
|                                   | Parti social-démocrate d'Allemagne (SPD)     | 1 562 678 | 32,03 | 4      | 1             | 38     | 42     | 1             |
|                                   | Les Verts (Grünen)                           | 383 099   | 7,85  | 0      | en stagnation | 10     | 10     | 1             |
|                                   | Parti libéral-démocrate (FDP)                | 285 932   | 5,86  | 0      | en stagnation | 7      | 7      | 1             |
|                                   | Parti national-démocrate d'Allemagne (NPD)   | 101 889   | 2,09  | 0      | Nv.           | 0      | 0      | Nv.           |
|                                   | Parti écologiste-démocrate (ÖDP)             | 69 823    | 1,43  | 0      | Nv.           | 0      | 0      | Nv.           |
|                                   | Les Républicains (REP)                       | 46 904    | 0,96  | 0      | Nv.           | 0      | 0      | Nv.           |
|                                   | Parti communiste allemand (DKP)              | 11 406    | 0,23  | 0      | en stagnation | 0      | 0      | en stagnation |
|                                   | Autres                                       | 23 705    | 0,49  | 0      | en stagnation | 0      | 0      | en stagnation |
|                                   |                                              |           |       |        |               |        |        |               |
| Votes valides                     | Votes valides                                | 4 878 062 | 98,87 |        |               |        |        |               |
| Votes blancs et nuls              | Votes blancs et nuls                         | 55 784    | 1,13  |        |               |        |        |               |
| Total                             | Total                                        | 4 933 846 | 100   | 70     | en stagnation | 55     | 125    | 1             |
| Abstentions                       | Abstentions                                  | 1 938 484 | 28,21 |        |               |        |        |               |
| Nombre d'inscrits / participation | Nombre d'inscrits / participation            | 6 872 330 | 71,79 |        |               |        |        |               |